# 威廉·艾伦 (枢机)
威廉·艾伦（英語：William Allen，1532年—1594年10月16日）是英格兰天主教会枢机主教，他曾在法国建立杜埃英格兰学院专门培训传教士以秘密返回英格兰从事天主教传教活动，他主持了天主教会的英文版圣经《杜埃圣经》的翻译和出版工作。艾伦曾在1588年协助西班牙无敌舰队入侵英格兰的筹划工作，入侵最终失败。如果入侵成功，艾伦会出任坎特伯雷大主教。在他的建议下，教皇庇护五世将伊丽莎白一世开除教籍。